# هاريسون س. سامرز
هاريسون س. سامرز (بالإنجليزية: Harrison C. Summers) هو عسكري أمريكي، ولد في 12 يوليو 1918 في مقاطعة ماريون في الولايات المتحدة، وتوفي في 3 أغسطس 1983 في ريفيسفيل في الولايات المتحدة بسبب سرطان الرئة.